# Marc Gual Rosell
Marc Gual Rosell (San Sadurní de Noya, 13 de diciembre de 1980) es un jugador y entrenador de hockey sobre patines español.
Además de haber cosechado un gran número de campeonatos nacionales y continentales con los clubes para los que ha jugado, con la selección española, ha conseguido varios títulos mundiales y europeos. También ha jugado representando a Cataluña.

## Trayectoria
Inició su carrera en el equipo de su ciudad natal, el Noia Freixenet con el que jugó desde sus categorías inferiores. A los 22 años, fichó por el Reus Deportiu, donde se convirtió en un referente tanto para el equipo como para la OK Liga. En la temporada 2009/10 da un impulso a su carrera fichando por uno de los equipos punteros de la liga, Liceo de La Coruña, donde permaneció solo un año, para después volver al conjunto rojinegro. Llegó al FC Barcelona procedente del Reus Deportiu en la temporada 2011/12.
El 22 de mayo de 2019 anunció su retirada como jugador profesional a los 38 años de edad, para ser el delegado del FC Barcelona.
Tras dos temporadas como delegado del club azulgrana, vuelve al hockey en activo, tras fichar por el Hockey Club Forte dei Marmi italiano, donde compagina los roles de jugador y entrenador.

### Selección nacional
Es una pieza clave de la selección española, con la que ha disputado 7 mundiales y 5 europeos, los últimos los de 2015 y 2014, respectivamente.

## Clubes
| Club                        | País   | Temporadas  |
| --------------------------- | ------ | ----------- |
| Noia Freixenet              | España | 1999 - 2001 |
| Reus Deportiu               | España | 2001 - 2009 |
| HC Liceo                    | España | 2009 - 2010 |
| Reus Deportiu               | España | 2010 - 2011 |
| FC Barcelona                | España | 2011 - 2019 |
| Hockey Club Forte dei Marmi | Italia | 2021 - act. |

## Palmarés

### Títulos de Club
- 8 OK Liga (2010/11, 2011/12, 2013/14, 2014/15, 2015/16, 2016/17, 2017/18 y 2018/19)
- 6 Copas del Rey 2006, 2012, 2016, 2017, 2018 y 2019)
- 7 Supercopas de España (2005/06, 2010/11, 2011/12, 2012/13, 2013/14, y 2014/15)
- 4 Copas de Europa (2008/09, 2013/14, 2014/15 y 2017/18)
- 2 Copa de la CERS (2003/04 y 2009/10)
- 1 Mundial de Clubes (2008)
- 2 Copa Intercontinental (2014 y 2017)
- 2 Copa Continental (2015 y 2018)

### Selección nacional
- 5 Campeonatos del Mundo (2005, 2007, 2009, 2011 y 2013)
- 4 Campeonatos de Europa (2006, 2008, 2010 y 2012)

### Selección catalana
- 1 Blanes Golden Cup (2010)
- 1 Copa América (2010)

### Distinciones individuales
- MVP de la OK Liga las temporadas 2009/10[5] y 2010/11.[6]